# Луги (хімія)
Луги́ — розчинні у воді сильні, а іноді слабкі основи, які, дисоціюючи в розчині, створюють велику концентрацію іонів OH–. До них зазвичай відносять гідроксиди лужних і лужноземельних металів. Луги — зазвичай безбарвні кристалічні речовини, за деякими винятками, наприклад, гідроксид цезію.

## Загальний опис
Гідроксиди лужних металів — їдкі луги — добре розчинні у воді (гірше — LiOH), гідроксиди лужноземельних металів — гірше. Сила основ і їх розчинність у воді в кожній групі періодичної системи зростають зверху вниз зі збільшенням радіуса катіона. Їдкі луги розчинні також в етанолі і метанолі. Їдкі луги (за винятком LiOH) термічно стійкі до температури вище 1000 °С, гідроксиди лужноземельних металів і гідроксид літію розкладаються при нижчих температурах.
Луги жадібно поглинають з повітря воду, СО2, SO2, H2S і NO2. При доступі повітря, вони завжди будуть містити кристалізаційну воду, домішки карбонату, сульфату, сульфіду, нітрату і нітриту. Для зневоднення луги нагрівають в атмосфері, вільній від СО2, від домішок карбонату в їдких лугах позбуваються перекристалізацією з етанолу. Водні розчини їдких лугів руйнують скло, розплави — порцеляну і платину. Плавлять їдкі луги в посудинах зі срібла, нікелю або заліза, зберігають в поліетиленових посудинах.
Їдкі луги отримують електролізом хлоридів лужних металів, реакціями обміну між солями лужних металів і гідроксидами лужноземельних металів; інші луги отримують дією води на оксиди лужноземельних металів. Луги визначають за допомогою кислотно-основних індикаторів.
При потраплянні лугів на шкіру відбувається лужний гідроліз ліпідів з утворенням поверхнево-активних речовин. Тому руки від розчину лугу стають слизькими.  
Тверді луги і їхні концентровані розчини руйнують живі тканини, особливо небезпечним є потрапляння частинок твердого лугу в очі.
До лугів деколи відносять також солі сильних основ і слабких кислот, водні розчини яких мають лужну реакцію внаслідок гідролізу, наприклад гідросульфіди NaSH і KSH, карбонати Na2СО3, а також TlOH, аміачну воду.

## Класифікація
В залежності від кількості гідроксильних груп ОН луги діляться на однокислотні NaOH і багатокислотні Са(ОН)2.
Найбільше значення серед лугів мають їдкий калій KOH і їдкий натрій NaOH.
Їдкий калій — сильний луг, їдкий, мильний на дотик. Одержують його електролізом водного розчину KCl, а випускають у вигляді твердої речовини (марок А і Б) або рідини (марок В і Г) з вмістом їдких лугів в перерахунку на КОН відповідно 95, 93, 52 і 50 %. Використовується для виготовлення електролітів лужних акумуляторів, виробництва рідкого мила та ін.
Твердий калій — біла кристалічна речовина, яка має велику гігроскопічність, легко розчинна у воді і спирті. Діє руйнівним чином на тваринні і рослинні тканини, роз'їдає скло і порцеляну особливо при нагріванні, негорюча, вибухонебезпечна.
Їдкий натрій (каустична сода) — сильний луг, який одержується хімічним способом або електролізом водного розчину кухонної солі (електрохімічний метод). Виготовляється рідкий і твердий, технічний і реактивний, першого та другого сортів.
Твердий NaOH — біла непрозора, досить гігроскопічна маса або луска.
Агрегатний стан і метод одержання їдкого натрію відбивається в його маркуванні. Наприклад, ТХ — твердий хімічний, ТР — твердий ртутний, РР — розчин ртутний, РД — розчин діафрагмний.
Використовується у виробництві штучних волокон, корда, як обмивальний, знежирювальний засіб та ін.
Рідкі луги перевозять і зберігають в залізничних цистернах, контейнерах, сталевих або поліетиленових бочках, тверді — в барабанах із чорної покрівельної сталі або в поліетиленових мішках, які вкладені в 3-4-шарні паперові мішки або в металеві барабани.

## Лужність
- 1. Міра здатності речовини нейтралізувати кислоти. Визначається титруванням.
- 2. У хімії води — здатність води нейтралізувати йони Н+, пов'язана з наявністю карбонатів, бікарбонатів чи гідроксидів.

## Етимологія
Слово луг походить від прасл. *lugъ, *luga («луг», «водний розчин попелу для прання, миття»), що вважається давнім запозиченням з германських мов (давн.в-нім. louga, нім. Lauge, прагерм. *laugo < пра-і.є. *lou̯əkā < *lou). Не пов'язане з омонімічним «луг» (що походить від прасл. *lǫgъ).